# Xiphogramma
Xiphogramma is een geslacht van vliesvleugeligen uit de familie Trichogrammatidae. De wetenschappelijke naam van dit geslacht is voor het eerst geldig gepubliceerd in 1940 door Maksymilian Nowicki.

## Soorten
Het geslacht Xiphogramma omvat de volgende soorten:
- Xiphogramma anneckei Doutt, 1975
- Xiphogramma fuscum Pinto, 1990
- Xiphogramma holorhoptra Nowicki, 1940
- Xiphogramma indicum Hayat, 1980